# Japan Open Tennis Championships 1977
Il Japan Open Tennis Championships 1977 è stato un torneo di tennis giocato sul cemento. È stata la 5ª edizione del Japan Open Tennis Championships, che fa parte del Colgate-Palmolive Grand Prix 1977. Il torneo si è giocato a Tokyo in Giappone, dal 31 ottobre al 6 novembre 1977.

## Campioni

### Singolare maschile
Manuel Orantes ha battuto in finale  Kim Warwick con il punteggio di 6–2, 6–1

### Doppio maschile
Geoff Masters /  Kim Warwick hanno battuto in finale  Colin Dibley /  Chris Kachel con il punteggio di 6–2, 7–6